# Пам'ятки монументального мистецтва Радехівського району
У Радехівському районі Львівської області нараховується 13 пам'яток монументального мистецтва.
| #  | назва | адреса                                   | Номер | дата рішення                    |
| -- | --- | ---------------------------------------- | ----- | ------------------------------- |
| 1  | Пам'ятник Мишузі О. П., українському оперному співаку (ск. В. Одрехівський, 1973, мармурова крихта)                                                                       | с. Новий Витків, біля будинку «Просвіти» | 1669  | Рішення № 183, 05.05.1972       |
| 2  | Пам'ятник Тарнавському М., генералу УГА (ск. Я. Лоза, арх. В. Блюсюк, 1994, бронза, мармурова крихта)                                                                     | с. Барилів                               | 1670  | Розпорядження № 528, 19.07.1995 |
| 3  | Пам'ятник Турянському О. В., українському письменнику (ск. Д. Крвавич, 1991, мармурова крихта)                                                                            | с. Оглядів                               | 1671  | Розпорядження № 528, 19.07.1995 |
| 4  | Пам'ятник Лесі Українці, українській поетесі (ск. Я. Мотика, 1971, мармурова крихта)                                                                                      | с. Павлів, біля будинку «Просвіти»       | 1672  | Рішення № 183, 05.05.1972       |
| 5  | Пам'ятник Франку І. Я., українському письменнику і вченому (1956, камінь, бетон)                                                                                          | с. Середпільці, на території школи       | 1673  | Рішення № 183, 05.05.1972       |
| 6  | Пам'ятник Хмельницькому Б. М., гетьману України і державному діячу (ск. Й. Садовський, 1982, кована мідь, з/бетон)                                                        | с. Корчин, біля сільради                 | 975   | Рішення № 278, 05.06.1984       |
| 7  | Пам'ятник Хмельницькому Б. М., гетьману України і державному діячу (1954, бетон)                                                                                          | с. Поздимир                              | 1118  | Рішення № 183, 05.05.1972       |
| 8  | Пам'ятник Шашкевичу М. С., українському поету, основоположнику нової української літератури в Галичині (ск. Я. Мотика, В. Шишов, арх. О. Матвіїв, 1993, мармурова крихта) | с. Нестаничі                             | 1674  | Розпорядження № 528, 19.07.1995 |
| 9  | Пам'ятник Шевченку Т. Г., українському поету і художнику (ск. Ю. Павлишиннець, 1990, пісковик, з/бетон)                                                                   | с. Бишів, між с/р і Народним домом       | 1675  | Рішення № 249, 21.05.1991       |
| 10 | Пам'ятник Шевченку Т. Г., українському поету і художнику (1964, мармурова крихта)                                                                                         | с. Збоївська                             | 1117  | Рішення № 183, 05.05.1972       |
| 11 | Пам'ятник Шевченку Т. Г., українському поету і художнику (ск. Я. Чайка, 1961, мармурова крихта, бетон)                                                                    | смт Лопатин, у парку                     | 1676  | Рішення № 278, 05.06.1984       |
| 12 | Пам'ятник Шевченку Т. Г., українському поету і художнику (ск. С. Мельничук, 1993, мармурова крихта)                                                                       | с. Новий Витків                          | 1677  | Розпорядження № 528, 19.07.1995 |
| 13 | Пам'ятник Шевченку Т. Г., українському поету і художнику (ск. В. Одрехівський, 1968, мармурова крихта)                                                                    | м. Радехів, у парку                      | 1116  | Рішення № 183, 05.05.1972       |
|    | |                                          |       |                                 |

## Джерело
Перелік пам'яток Львівської області [Архівовано 16 вересня 2012 у Wayback Machine.]